# Karel Goeyvaerts
Karel August Goeyvaerts (* 8. Juni 1923 in Antwerpen; † 3. Februar 1993 ebenda) war ein belgischer Komponist und Musikwissenschaftler.

## Leben
Karel Goeyvaerts studierte von 1942 bis 1947 am Konservatorium in Antwerpen, von 1947 bis 1950 war er Schüler von Messiaen und Milhaud am Pariser Konservatorium. 1949 erhielt er den Lili-Boulanger-Preis, 1950 den Fernand-Halphen-Preis. 1951 besuchte Goeyvarts erstmals die Internationalen Ferienkurse für Neue Musik in Darmstadt. Seine jüngst komponierte, von Anton Weberns Klaviervariationen und Olivier Messiaens Mode de valeurs et d'intensités beeinflusste, streng durchorganisierte Sonate für zwei Klaviere stieß hier auf großes Interesse. In einer „Arbeitsgemeinschaft für freie Komposition“ unter Leitung von Theodor W. Adorno wurde das Werk analysiert; der Komponist selbst führte gemeinsam mit Karlheinz Stockhausen den zweiten Teil auf. In einem Gespräch mit Heinz-Klaus Metzger sagte Adorno 1957:
Ich kann mich sehr genau erinnern, daß, als ich seinerzeit in dem Kompositionskurs in Kranichstein ein großes Klavierwerk von Goeyvaerts, das ich für reinen Galimathias halte, im einzelnen analysierte, unter den Zuhörern sich einige der wichtigsten gegenwärtigen Exponenten der seriellen Musik befanden, die damals doch sehr energisch Partei für jenes Werk ergriffen haben.
Goeyvaerts schrieb 1952:
Im vorigen Jahr hatte ich die Gelegenheit, die Darmstädter Ferienkurse und Konzerte als Teilnehmer kennenzulernen. Ich glaube, daß in unserer kollektivistischen Zeit, in der das künstlerische Schaffen fast unpersönlich aus der Totalität des Geistigen heraustritt und kaum mehr Ausdruck einer individuellen Empfindung ist, dieses jährliche Zusammentreffen, dieser Austausch von Gedanken einer dringenden Notwendigkeit entspricht.
In der Folge gehörte Goeyvaerts zu den ersten Komponisten, die im Studio für elektronische Musik des Westdeutschen Rundfunks Köln experimentieren konnten; allerdings war er mit den Resultaten nicht sehr glücklich. 1958–1970 unterbrach er seine musikalische Karriere und arbeitete als Übersetzer und Redakteur für die belgische Fluggesellschaft Sabena; nebenher komponierte er einzelne Orchesterwerke und einzelne Versuche für Instrumente und Tonband, schloss sich der Genter Komponistengruppe Spectra an und unterrichtete (ab 1967) am Konservatorium in Antwerpen. 
Vorübergehend interessierten Goeyvaerts an das Improvisationstheater angelehnte Konzepte, so in den Werken Van uit de kern und Catch à quatre. Ab 1970 unterrichtete er am Institut für Psychoakustik und elektronische Musik in Gent. 1975–1988 war er Redakteur für zeitgenössische Musik bei Radio 3 in Brüssel; Kompositionen aus dieser Zeit zeigen minimalistische Tendenzen. An seinem letzten Werk, der groß angelegten Oper Aquarius, arbeitete er ein volles Jahrzehnt. 1992 wurde er als Professor für Neue Musik an die musikwissenschaftliche Abteilung der Katholischen Universität Löwen berufen, 1993 starb er überraschend.

## Werke (Auswahl)
- Sonate pour deux pianos (1951)
- Composition no. 5 aux sons purs für Tonband (1954)
- Opus 6 met 180 klankvoorwerpen für Instrumente und Tonband (1954)
- Zomerspelen für drei Orchestergruppen (1961)
- Pièces pour piano für Klavier und Tonband (1964)
- Van uit de kern für zwei Spieler (1969)
- Catch à quatre für vier Spieler (1969)
- Litanie I–V für unterschiedliche Besetzungen (1979–1982)
- Aquarius für 8 Soprane, 8 Baritone und Orchester (1983–1993)